# Weltethos

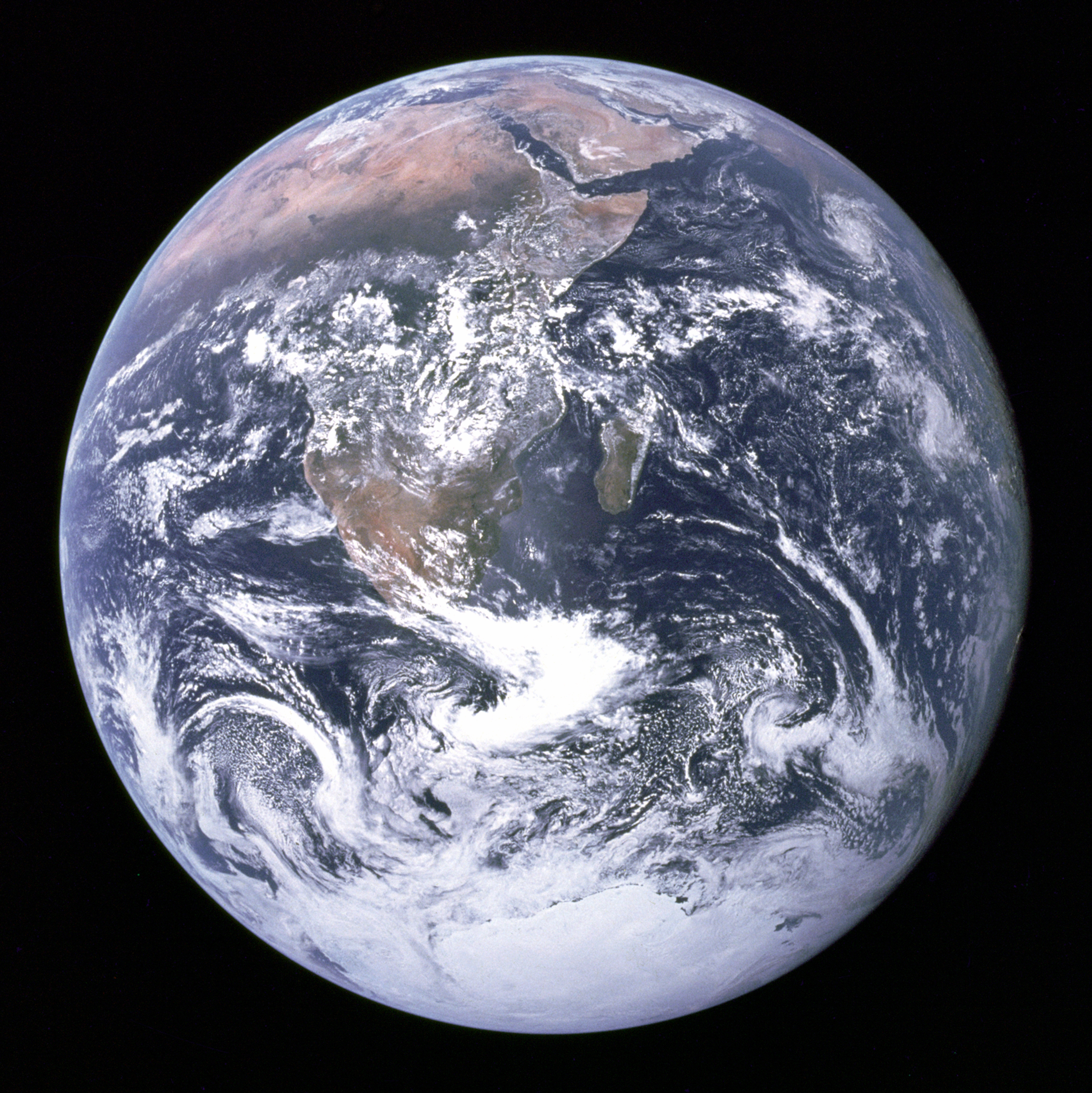
Auf dem Buchumschlag von Küngs „Projekt Weltethos“ wurde als Symbol für sein Projekt die Blue Marble gewählt

Das Weltethos ist die Formulierung eines Grundbestandes an ethischen Normen und Werten, der sich aus religiösen, kulturellen und zum Teil auch aus philosophischen Traditionen der Menschheitsgeschichte herleiten lässt. Der Theologe Hans Küng prägte den Begriff 1990 mit seinem Buch Projekt Weltethos.
Das Projekt Weltethos ist ein Versuch, die kulturellen und normativen Gemeinsamkeiten der Weltreligionen zu beschreiben und ein gemeinsames Ethos, ein knappes Regelwerk aus den Grundforderungen aufzustellen, welche von allen akzeptiert werden können. Damit ist ein weltumspannender universeller Geltungsanspruch verbunden.
Ebenso wie die internationale Erd-Charta-Initiative versucht das Projekt seit 1993, die ethischen Grundlagen für eine humanere und demokratischere Weltordnung zu formulieren, um unter anderem drohende ökologische Katastrophen abzuwenden.

## Grundüberzeugungen
Die Grundüberzeugungen des Projektes Weltethos sind
- kein Zusammenleben auf unserem Globus ohne ein globales Ethos
- kein Frieden unter den Nationen ohne Frieden unter den Religionen
- kein Frieden unter den Religionen ohne Dialog zwischen den Religionen
- kein Dialog zwischen den Religionen und Kulturen ohne Grundlagenforschung
- kein globales Ethos ohne Bewusstseinswandel von Religiösen und Nicht-Religiösen

„Diese eine Welt braucht ein Ethos; diese eine Weltgesellschaft braucht keine Einheitsreligion und Einheitsideologie, wohl aber einige verbindende und verbindliche Normen, Werte, Ideale und Ziele.“

## Goldene Regel
Ein wichtiges Beispiel für die Gemeinsamkeiten in den Religionen, aber auch nicht religiösen Ansichten ist das Prinzip der Goldenen Regel. Alle Religionen und Kulturen kennen dieses Prinzip der Gegenseitigkeit. In Form eines deutschen Sprichworts aus dem Judentum lautet es: Was du nicht willst, das man dir tu’, das füg’ auch keinem anderen zu. Das Projekt Weltethos führt folgende Beispiele zu den einzelnen Weltreligionen an:
- Hinduismus: Man sollte sich gegenüber anderen nicht in einer Weise benehmen, die für einen selbst unangenehm ist; das ist das Wesen der Moral. – Mahabharata 13,113,8 sa
- Buddhismus: Ein Zustand, der nicht angenehm oder erfreulich für mich ist, soll es auch nicht für ihn sein; und ein Zustand, der nicht angenehm oder erfreulich für mich ist, wie kann ich ihn einem anderen zumuten? – Samyutta-Nikaya (Reden Buddhas) V, 353.35–354.2
- Jainismus: Gleichgültig gegenüber weltlichen Dingen sollte der Mensch wandeln und alle Geschöpfe in der Welt behandeln, wie er selbst ebhandelt sein möchte. – Sutrakritanga I.11.33
- Judentum: Was dir selbst verhasst ist, das mute auch einem anderen nicht zu! (Buch Tobit 4,15[4]); später: Tue nicht anderen, was du nicht willst, das sie dir tun. – Rabbi Hillel, Sabbat 3a
- Christentum: Alles was Ihr wollt, dass Euch die Menschen tun, das tut auch Ihr Ihnen ebenso. – Neues Testament, Matthäus 7,12 EU; Lukas 6,31 EU bzw. Liebe Deinen Nächsten wie Dich selbst (Nächstenliebe). Altes Testament, Levitikus 19,18 EU; Lukas 10,27 EU, Matthäus 19,19 EU, Matthäus 22,39 EU, Römer 13,9 EU, Galater 5,14 EU.
- Islam: Keiner von Euch ist ein Gläubiger, solange er nicht seinem Bruder wünscht, was er sich selber wünscht. – An-Nawawī, Kitab Al-Arba'in Vierzig Hadithe; 13. 256. Koranvers Kein Zwang in der Religion: „In der Religion gibt es keinen Zwang.“

## Erklärung zum Weltethos
Vom 28. August bis zum 4. September 1993 trafen sich in Chicago Vertreter vieler verschiedener Religionen zum Weltparlament der Religionen, um eine Konsenserklärung zu verabschieden, welche die Menschenrechtserklärung von 1948 ethisch begründen sollte. Es beteiligten sich 6.500 Menschen aus 125 Religionen und religiösen Traditionen. Sie einigten sich in der Erklärung zum Weltethos auf die beiden allgemein-ethischen Prinzipien „Menschlichkeit“ und „Gegenseitigkeit“ (Goldene Regel), sowie auf die vier Weisungen (Du sollst nicht töten, stehlen, lügen und Unzucht treiben), die in den Leitsätzen formuliert wurden:
- Verpflichtung auf eine Kultur der Gewaltlosigkeit[6][7] und der Ehrfurcht vor allem Leben[8],
- Verpflichtung auf eine Kultur der Solidarität und eine gerechte Wirtschaftsordnung,
- Verpflichtung auf eine Kultur der Toleranz und ein Leben in Wahrhaftigkeit,
- Verpflichtung auf eine Kultur der Gleichberechtigung und die Partnerschaft von Mann und Frau.

Der Entwurf der „Erklärung zum Weltethos“ war unter Federführung von Hans Küng im Institut für ökumenische Forschung der Universität Tübingen entstanden. Mit dieser Erklärung verständigten sich erstmals Vertreter aller Religionen über Prinzipien eines Weltethos. Vier Jahre später folgte der Entwurf für eine „Allgemeine Erklärung der Menschenpflichten“ des InterAction Council, ein Gremium früherer Staats- und Regierungschefs unter dem Vorsitz des früheren deutschen Bundeskanzlers Helmut Schmidt.
Im Juli 2018 wurde zum 25-jährigen Gedenken an die Weltethos-Erklärung von 1993 beim 7. Parlament der Weltreligionen in Toronto eine fünfte Weisung zur Ökologischen Verantwortung hinzugefügt. Vorausgegangen waren ein breiter monatelanger Beratungsprozess und die Zustimmung des Kuratoriums des Parlaments der Weltreligionen.
- Verpflichtung auf eine Kultur der Nachhaltigkeit und der Sorge für die Erde.

Im Judentum etwa werden die ethischen Prinzipien und Weisungen der Weltethos-Erklärung aus den 10 Geboten und aus dem Talmud hergeleitet; im Christentum aus dem Neuen Testament und ebenfalls aus den 10 Geboten, wobei Jesu Auslegung dieser Gebote in der Bergpredigt für Christen maßgebend ist.

## Stiftung

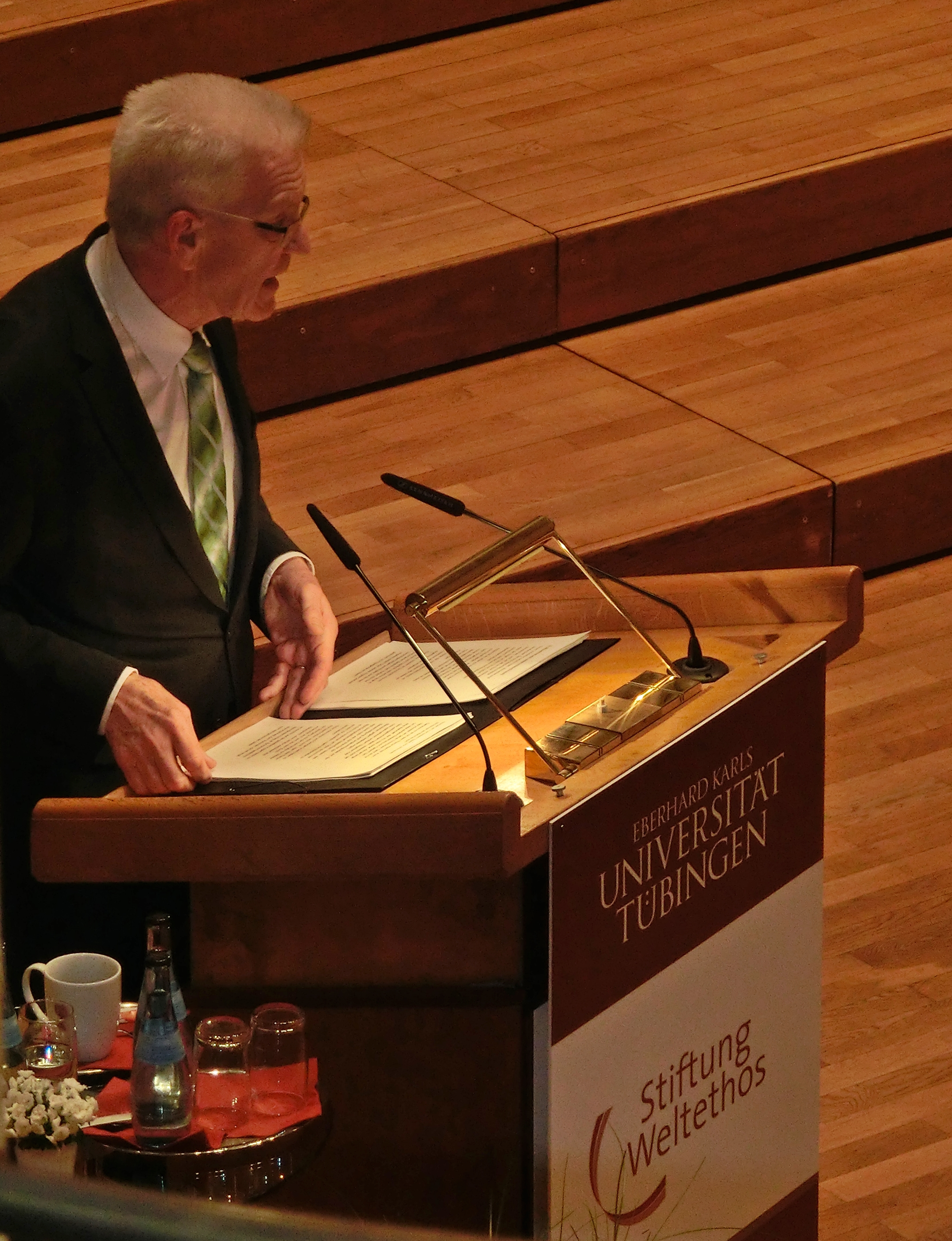
Der baden-württembergische Ministerpräsident Winfried Kretschmann bei der 12. Weltethos-Rede zum Thema „Zusammenhalt in Zeiten des Umbruchs“ in Tübingen im Februar 2017

Die Weiterentwicklung und Umsetzung des Projekts Weltethos wird von der Stiftung Weltethos mit Hauptsitz in Tübingen betrieben. Gegründet wurde die Stiftung von Hans Küng mit Unterstützung des Baden-Badener Unternehmers Karl Konrad von der Groeben, der 1995 durch das Buch Projekt Weltethos auf das Thema aufmerksam wurde. Er stellte 5 Mio. DM zur Verfügung. Aus den Zinserträgen sollte die weitere Arbeit langfristig finanziert werden. Erster Präsident der Stiftung war Hans Küng. Im März 2013 (zu Küngs 85. Geburtstag) übernahm der Präsident des Staatsgerichtshofs des Landes Baden-Württemberg, Eberhard Stilz, diese Position; der zunächst vorgesehene Altbundespräsident Horst Köhler hatte aus persönlichen Gründen abgesagt. 2022 wurde die Präsidentschaft von Prof. Dr. Bernd Engler übernommen, dem langjährigen Rektor der Universität Tübingen.
Aufgaben:
- Durchführung und Förderung interkultureller und interreligiöser Forschung
- Anregung und Durchführung interkultureller und interreligiöser Bildungsarbeit
- Ermöglichung und Unterstützung der zur Forschungs- und Bildungsarbeit notwendigen interkulturellen und interreligiösen Begegnung

Ziele der Stiftung sind die Vermittlung ethischer und interkultureller Kompetenz sowie Dialog, Zusammenarbeit und Frieden zwischen Religionen und Kulturen. Um diese Ziele zu erreichen, verwirklicht die Stiftung Weltethos national wie international Projekte in den Bereichen Bildung und Schule, Religion, Politik, Wirtschaft und Kultur. 2012 errichtete die Stiftung ein Weltethos-Institut an der Universität Tübingen, finanziert von der Karl Schlecht Stiftung und mit den Arbeitsschwerpunkten Wirtschaftsethik, Unternehmensethik und Globalisierungsethik. Erster Direktor war Claus Dierksmeier. Ihm folgte 2018 Ulrich Hemel. Nationale und internationale Aufmerksamkeit erhielt die Stiftung durch die 2000 gemeinsam mit der Universität Tübingen initiierten Weltethos-Reden von internationalen Persönlichkeiten aus Politik, Wirtschaft, Kultur und öffentlichem Leben.
Seit 1996 gibt es auch in der Schweiz eine Stiftung Weltethos, finanziert durch Martita Jöhr-Rohr (1912–2008), die Witwe des Schweizer Nationalökonomen Walter Adolf Jöhr. Auch in Österreich, Tschechien, Kolumbien, Mexiko und Brasilien entstanden Weltethos-Stiftungen oder ähnliche Strukturen.

## Kritik und Rezeption
Am Projekt Weltethos wird bemängelt, dass die Grundlagen für dieses gemeinsame Ethos zu sehr westlichen Denkweisen entsprängen und somit die Inhalte anderer Religionen nicht genug berücksichtigten.
Ein anderer Kritikpunkt ist, dass die Religionen gegenüber dem Weltethos an Bedeutung verlieren und somit jahrhundertealtes Wissen und Traditionen in Vergessenheit geraten könnten.
Schließlich wendet sich das Projekt Weltethos an die (großen) Religionen der Welt und berücksichtigt Menschen, die Religion fernstehen oder nicht religiös sind, lediglich am Rande. Dagegen wenden sich verschiedene Projekte, etwa das Projekt Ethify Yourself.
Otfried Höffe merkt an: „Es fragt sich [… ], ob man für ein globales Ethos auf jene Instanz zurückgreifen soll, die im Plural existiert, gleichwohl je einen exklusiven Wahrheitsanspruch erhebt, also die Religion, oder nicht eher auf das auch in Religionen enthaltene und ihnen allen zugleich gemeinsame Moment, die allgemeine Menschenvernunft, und die daraus fließende allgemein menschliche Moral, etwa die Goldene Regel oder Grundsätze der Verfahrensgerechtigkeit wie: Streitschlichtung durch einen unparteiischen Dritten [… ].“ Für Albert Fuchs erscheint die Rede von „ein(em) konsensfähige(n) mittlere(n) Weg… zwischen einer ›Realpolitik‹ der Gewalt zur Konfliktlösung und einem unrealistischen unbedingten Pazifismus“ (Küng, 1993a, S. 77f.) irreführend und gefährlich – »altes Denken« mit einem neuen Etikett. Auch und gerade im Rahmen eines Projekts Weltethos kann es Frieden nur mit friedlichen Mitteln geben.“ Für Michael Welker ist das Projekt Weltethos gut gemeint, aber ein Fehlschlag. „Denn es ist inkonsistent und nur als hierarchisch-autoritärer Versuch der Begründung eines „Weltethos“ anzusehen.“ Welker hält Küng „geringe Reichweite und die Instabilität bzw. den schnellen Wechsel der leitenden Maßstäbe“ vor. Küng biete keine Konzepte zur Lösung spezifischer Krisenlagen, keine Unterscheidungsmöglichkeiten „zwischen wahren und illusionären, objektiven und subjektiven, akzeptablen und verwerflichen Interessen“ und auch keine Ansätze zur Überwindung „jeglicher Gefahr geistiger Heimatlosigkeit und sittlicher Verwahrlosung“. Die Aussage Küngs „Religionen besitzen Mittel, um die ganze Existenz des Menschen zu formen – und dies geschichtlich erprobt, kulturell angepaßt und individuell konkretisiert“ erschreckt Welker, denn „Dieser allgemeine Rekurs auf die bloße Positivität der psychischen und sozialen Macht der Religion erschreckt besonders in einem Land, das politisch und moralisch völlig korrumpierte Religiosität erlebt hat.“ Das Weltethos „changiert zwischen einem Freibrief für eine autoritäre Religiosität und einem, mit einer Formulierung Hegels gesagt, „weichen Elemente, dem sich alles Beliebige einbilden läßt“, so Welker.
Als einer der schärfsten Kritiker des Projekts Weltethos tat sich der Philosoph Robert Spaemann hervor. Für ihn immunisiert sich Küng gegen Kritik, weil dieser sein Projekt als „vernünftigen Weg der Mitte“ beschreibt und damit gegen niemandem wirklich in Opposition kommt. Das „Humanum“ für das „Überleben der Menschheit“ soll durch einen wesentlichen Beitrag der Religionen gesichert werden. Ein gemeinsames Ethos hat in der Vergangenheit keineswegs zum Frieden beigetragen. Im Gegenteil hat es ein gleiches Ethos auf beiden Seiten der Kriegsparteien gegeben und dennoch haben die Menschen auf Tod und Leben miteinander gekämpft. Für Spaemann bedarf es zur Realisierung eines Weltethos eines neuen kollektiven Subjekts, was nach seiner Einschätzung unrealistisch ist, weil es in der Praxis durchaus Freund-Feindschafts Konstellationen aufgrund oder vor dem Hintergrund von religiösen Überzeugungen gibt. Warum soll man sich am Weltethos orientieren? „Wenn es einem denkenden Menschen nicht genügt, was die Vernunft sagt, wenn es einem Christen nicht genügt, daß Jesus Christus dasselbe sagt, wieso soll er plötzlich der Stimme beider folgen, nur weil sich noch die Stimme Mohammeds hinzugesellt?“ Für Spaemann entsteht aus drei Gründen ein „Nihilismusverdacht“: „die Verwandlung des Ethos in ein Projekt; die Instrumentalisierung des Ethos; die Institutionalisierung des Ethos.“ Ein Ethos als Projekt ist widersinnig, denn dadurch wird es zum Mittel für andere Zwecke. Es ist nicht mehr letzter Maßstab. Das Ethos als Institution bedeutet die Übertragung der ethischen Verantwortung vom Einzelnen auf professionelle Gremien wie etwa Ethikkommissionen, am Ende auf den Staat und die UNO. Die Übertragung der Verantwortung auf die politisch Mächtigen bedeutet für den Ethos die Aufgabe seiner selbst.
Kritische Rückfragen hat auch Raymund Schwager, der insbesondere auf religiös motivierte Konflikte wie den zwischen Israel und den Palästinensern verweist. Für den Philosophen Volker Zotz „schwingt in Küngs Denken die Utopie einer Einheit mit, wodurch die Gefahr besteht, die Augen vor den realen Differenzen zu verschließen oder diese zumindest weniger wichtig zu nehmen als das einende.“ Zotz sieht im Projekt Weltethos die „Tendenz, bei anderen das dem Eigenen Ähnliche wichtiger zu nehmen als Differenzen. Das Bewusstsein einer Universalität des Menschlichen, das nicht Völker und Kulturen entzweien will, führt hier zu Widerständen dagegen, andere als in grundlegenden Elementen verschieden von sich selbst wahrzunehmen.“
Der kongolesische Moraltheologe Bénézet Bujo wies auf verschiedene systematische Probleme des Weltetjos hin. „Leider wird nicht gezeigt, wie diese [von Küng herangezogene] Goldene Regel ein Weltethos begründen könnte.“ Wie kann man ein solches „Ethos planetarisch durchzusetzen“? Der Begriff der Menschenwürde ist interkulturell betrachtet nicht eindeutig. „Es ist denkbar, daß ein bestimmtes Modell in einem bestimmten Kontext zur Entfaltung der Menschen besser beiträgt und daß es in einem veränderten Kontext versagt.“ Bujo zitiert zustimmend Rainer Forst: »Es gibt kein moralisches Esperanto, nur eine Vielzahl von Sprachen, denen gemeinsame menschliche Erfahrungen zugrunde liegen.« Grundlegende kulturelle Unterschiede sind z. B. festzustellen im Demokratieverständnis (Palaver gegenüber Wahlrecht), im Familienrecht (Rechte und Verantwortung in Großfamilien) oder im Naturverständnis (Mutter Erde). „Dieser Diskurs im Plural ist keine Verarmung, sondern als eine Bereicherung der bestehenden Menschenrechte zu begrüßen. Uniformisierung wäre hier fehl am Platz und hätte Sinn und Ziel einer echten Universalisierung völlig mißverstanden.“
Die Idee des Weltethos versteht der Rechtsphilosoph Axel Montenbruck bereits als Teil einer westlich-säkularen Zivilreligion der Verfassungen und Konventionen; zugleich bettet er die Idee des Weltethos in die Idee eines universellen Gerechtigkeits-Naturalismus ein, etwa im Sinne des vernünftigen Schwarmverhaltens.
Eine grundsätzlich positive Vorstellung verbindet Ingeborg Gabriel mit der Idee, für ein Weltethos einzutreten. Sie gesteht zu, dass Samuel P. Huntingtons Analyse über den Zusammenprall der Kulturen einem Weltethos entgegensteht. Ebenso wird die Hoffnung auf einen Weltethos nicht gestützt durch kulturelle Identitäten, wie sie etwa Paul Ricoeur beschreibt. Ethische Haltungen entstehen aus dem gemeinsamen Weltbild kultureller Gemeinschaften, das diese „über narrative Traditionen, wie Mythen, Erzählungen, Sprüche u.ä.“ entwickeln. Die ethische Identität bestimmt das Bewusstsein „einer für ihre Taten verantwortliche Person“. Das Ethos einer Gemeinschaft ist auch Ausgangspunkt der Sozialphilosophie von Michael Walzer. Solche Kulturgemeinschaften „sind zwangsläufig partikular, weil sie aus Mitgliedern und Erinnerungen bestehen, aus Mitgliedern mit Erinnerungen an ihr eigenes und an ihr gemeinschaftliches Leben“. Im Zentrum solcher gemeinschaftlichen Identitäten stehen die jeweiligen Religionen. Allerdings werden die Religions- und Kulturgemeinschaften durch die heutigen internationalen Vernetzungen (Globalisierung, moderne Kommunikationsmöglichkeiten, weltanschaulicher und ethnischer Pluralismus) mit einem Austausch konfrontiert, der das jeweilige Ethos verändert. Es entstehen unweigerlich interkulturelle und interreligiöse Dialoge, die zur Veränderung der Narrative und Identitäten führen. In dieser Entwicklung kann für Gabriel aus gemeinsamer Perspektive die Humanität bzw. die Vermeidung der Inhumanität gegenüber den Leidenden ein „gemeinsamer ethischer Maßstab der religiösen und säkularen Traditionen“ werden.